# Кайгородов Віталій Сергійович
Віталій Сергійович Кайгородов — солдат Збройних Сил України, учасник російсько-української війни, що загинув у ході російського вторгнення в Україну у 2022 році.

## Життєпис
Народився в 1997 році в місті Хмельницькому. 
Військову службу за контрактом проходив у 14-й окремій механізованій бригаді імені князя Романа Великого. Брав участь в АТО та ООС. Після демобілізації повернувся до цивільного життя, був байкером. 
З початком російського вторгнення в Україну, одним із перших пішов до Збройних Сил України. Разом зі своїм батьком брав участь у бойових діях на території Макарівської громади на Київщині, був розвідником. В одному із запеклих боїв 11 березня 2022 року пропав безвісти. Тіло Віталія довелося довго шукати, допомагали представники Макарівської громади. Пізніше вдалося з'ясувати, що він був похований у селі Липівка Бучанського району, поблизу церкви, де було поховано дев'ять бійців. Довгий час тривала ідентифікація тіла. 
10 квітня 2022 року у м. Хмельницькому пройшла церемонія прощання з загиблим солдатом Віталієм Кайгородовим.

## Нагороди
- Орден «За мужність» III ступеня (2022, посмертно) — за особисту мужність і самовіддані дії, виявлені у захисті державного суверенітету та територіальної цілісності України, вірність військовій присязі [3].